# Minata Keita
Minata Keita   (Bamako, 15 de març de 1989) és una jugadora de bàsquet maliana professional. Mesura 1,90 m. d'alçària i juga en la posició de pivot.
Va debutar a la lliga espanyola competint a la segona categoria de la lliga femenina amb el CB Al-Qázeres, a la temporada 2013-14. En el mes de gener d'aquella temporada canvia d'equip, i fitxa pel CB Arxil de Pontevedra. La temporada següent va jugar al RC Celta Selmark, de Vigo. La temporada 2015-16 canvia Galicia per les Illes Canàries i fitxa pel CDB Clarinos de la Laguna, equip de localitat tinerfenya de San Cristóbal de La Laguna. Les dues temporades següents torna a Galicia per jugar novament al CB Arxil i el Celta. En la seva sisena temporada a la lliga espanyola va aconseguir el seu primer MVP, amb 24 punts, 15 rebots, 1 assistència i 5 robatoris, el que sumen 44 crèdits, en un partit davant el seu antic equip, el CB Arxil. La temporada 2018-19 fitxa per l'Snatt's Femení Sant Adrià de la primera divisió espanyola. Després de dues temporades a Sant Adrià, l'estiu de 2020 fitxa pel Club Joventut Badalona.
El 2017 va participar amb la seva selecció a l'Afrobàsquet, aconseguint la medalla de bronze.